# Valico di Capo la Serra
Il valico di Capo la Serra (1.600 m s.l.m) e' un valico montano dell'Appennino abruzzese posto sul versante meridionale del massiccio del Gran Sasso d'Italia.
Collega l'altopiano di Campo Imperatore con i centri montani di Castel del Monte, Calascio e Santo Stefano di Sessanio, ed è sovrastato a est dal Monte Capo di Serre e ad ovest dal Monte Bolza.